# Дікштейн Григорій Юхимович
Григорій Юхимович Дікштейн (4 листопада 1936 р., Харків, СРСР) — український російськомовний поет, бард. Лауреат і член журі численних конкурсів і фестивалів авторської пісні.

## Життєпис
Григорій Дікштейн народився в Харкові.
Батько загинув на фронті у 1941 р., Дікштейн підчас російсько-німецької війни був з матір'ю в евакуації, повернулися до Харкова у 1945 р.
З 1950 року почав писати вірші, з 1959 — пісні на них.
Закінчив електромеханічний технікум (1955), служив в Радянській Армії, працював на заводі токарем, майстром ОТК.
У 1968 р. закінчив Український заочний політехнічний інститут ім. І. З. Соколова (Харків), за фахом інженер-механік.
Керував відділом дизайну в КБ технічних засобів навчання. Член Спілки дизайнерів.
У 1992 р. під час гастрольної поїздки по Америці у Харкові пожежа знищила квартиру, в якій проживала сім'я Дікштейна (розглядалася версія підпалу). Після цього вирішив залишитися у США і згодом перевіз туди свою сім'ю, побоюючись за її безпеку. 
Мешкає в Чикаго. Працював дизайнером. Виступав як автор та виконавець пісень в США, Канаді, Франції, Ізраїлі, Німеччині, Швейцарії, Росії, Україні.

## Творчість
Виступає як автор-виконавець з 1966 р. Багаторазовий лауреат конкурсів і фестивалів в Харкові (1967, 1968, 1974), Тирасполі (1974, 1975), Кишиневі (1975), Куйбишеві (1975), Ульяновську (1979).
Автор пісень до музичних композицій «До третіх півнів» за казкою В. М. Шукшина (1983 р., Харківська філармонія), «Як це робилося …» по прозі І. Е. Бабеля, пісень до вистав за прозі М. А. Булгакова.
На фірмі «Мелодія» (Москва, РФ) у 1987—1990 рр. були записані три авторських диски пісень.
У США вийшло кілька магнітних альбомів з піснями.
Дікштейн був визнаний одним з найвідоміших авторів колишнього Радянського Союзу (20 імен) в чеському збірнику пісень «Оркестр доброї надії» («Tatran», Прага, 1987), а також в подібному словацькому збірнику пісень «Атланти тримають небо» (видавництво «Maj») (18 імен).
З 1994 року веде передачі «Поети, що співають» на російськомовному радіо «Нове життя» (Чикаго).
Пісні та вірші Дікштейна увійшли в численні збірники та журнали. Окремі вірші перекладені чеською, словацькою, івритом, англійською та французькою мовами.

## Дискографія та книги
Магнітні альбоми
- «Песни Григория Дикштейна» (США, 1992),
- «Как это делалось…» (США, 1992),
- «Две души» (США, 1995)

Вінілові пластинки
- «И отзовётся эхо…» (Москва, «Мелодия»,1987)[7]
- «Как это делалось» (Москва, «Мелодия», 1989)[8]
- «Танго с секретом» (Москва, «Мелодия», 1990)[9]

Компакт-диски
- «Крылья, клеенные воском» (США, 1998),
- «Старое танго с секретом» (США, 1999),
- «Как это делалось…» (США, 2001, ремейк пластинки)
- «Лаокоон и другие» (США, 2003).
- «Слепок с натуры». Концертные записи 1974-90 гг. (Канада, 2006)
- «Пересыхающий ручей». Юбилейный сборник (Москва, Музпром, 2006)

Книги
- Григорий Дикштейн. «…и отзовётся эхо!» (США, Чикаго, 1995).
- Григорий Дикштейн. Мы дети погонь и агоний (Украина, Харьков, «Фолио», 2001).
- Григорий Дикштейн. Всё больше прошлого...Стихи, песни,  очерки ((США, Чикаго, 1995, ISBN 0-9643971-4)